# David Klenerman
David Klenerman (né en 1959) est un chimiste biophysique britannique et professeur de chimie biophysique au Département de chimie de l'université de Cambridge  et membre du Christ's College, Cambridge . Il est surtout connu pour sa contribution dans le domaine du séquençage de nouvelle génération de l'ADN (qui aboutit ensuite à Solexa, une société de séquençage d'ADN à haut débit qu'il a cofondée) ,, microscopie à conductance ionique à balayage basée sur des nanopipettes et microscopie à super-résolution .

## Éducation
Klenerman fait ses études à l'université de Cambridge où il est étudiant de premier cycle au Christ's College et obtient son baccalauréat en 1982 . Il obtient son doctorat en chimie en 1986 en tant qu'étudiant de troisième cycle au Churchill College de Cambridge, supervisé par Ian William Murison Smith .

## Carrière et recherche
Après son doctorat, Klenerman part à l'université Stanford en tant que boursier Fulbright pour travailler sur la chimie des hautes harmoniques, avec Richard Zare. Après ses recherches postdoctorales à Stanford, il retourne au Royaume-Uni pour travailler chez BP Research pendant sept ans. Puis, en 1994, il rejoint l'université de Cambridge, en tant que membre du corps professoral du Département de chimie et membre du Christ's College,.
Klenerman, avec Shankar Balasubramanian, invente une méthode de séquençage de l'ADN de nouvelle génération qui est communément connue aujourd'hui sous le nom de séquençage Solexa ou séquençage de colorant Illumina ,. La méthode est basée sur la détection de nucléotides marqués par un fluorophore lorsqu'ils sont incorporés dans les brins d'ADN . Cette méthode de séquençage par synthèse gagne en popularité , et est actuellement considérée comme la plate-forme la plus largement utilisée pour remplacer la technique de séquençage Sanger conventionnelle, malgré sa capacité de multiplexage relativement faible des échantillons, car elle offre plusieurs avantages clés : elle est automatisée, rapide, très précise, capable de séquencer plusieurs brins simultanément via un séquençage massif en parallèle, et économiquement moins chère en cas de séquençage du génome entier ,,.
Il est également connu pour avoir exploré les méthodes de microscopie à conductance ionique à balayage à base de nanopipette (au lieu de micropipette conventionnelle) . Son groupe de recherche réussit à obtenir des images topographiques à très haute résolution de cellules vivantes, en mode d'imagerie par sauts, à délivrer avec précision de petites molécules à la cellule et à étudier en temps réel le fonctionnement détaillé des cellules .
Plus récemment, son groupe se concentre sur la microscopie à super-résolution 3D pour développer de nouvelles connaissances sur le mauvais repliement des protéines et les maladies neurodégénératives .
Klenerman et Shankar Balasubramanian commercialisent leur invention sur le séquençage d'ADN à grande vitesse basé sur la fluorescence d'une seule molécule et fondent conjointement Solexa en 1998. Plus tard, en 2007, cette société est acquise par Illumina pour 600 millions de dollars .
En 2004, Klenerman cofonde une autre entreprise dérivée, Ionscope, pour fournir des microscopes à conductance ionique à balayage assemblés à la communauté des chercheurs qui recherchent des images 3D haute résolution de cellules vivantes. Selon le Conseil pour la recherche en biotechnologie et sciences biologiques, en février 2014, Ionscope a vendu 35 unités SICM dans le monde .
Il reçoit en 2007 le prix interdisciplinaire RSC de la Royal Society of Chemistry. En 2008, il prononce la conférence de la British Biophysical Society à l'University College Dublin . En 2012, il est élu Fellow de la Royal Society (FRS) et en 2015, il est élu membre de l'Académie des sciences médicales (FMedSci). Il reçoit en  2018 la Médaille royale par la Royal Society . Il est fait chevalier dans les honneurs du Nouvel An 2019 pour ses services à la science et le développement de la technologie de séquençage d'ADN à grande vitesse et remporte en 2020 le Millennium Technology Prize avec le professeur Shankar Balasubramanian pour leur innovation du séquençage d'ADN de nouvelle génération et en 2021 remporte le prix Breakthrough 2022 en sciences de la vie avec le professeur Sir Shankar Balasubramanian et Pascal Mayer pour leur innovation du séquençage d'ADN de nouvelle génération .